# Phaonia parviceps
Phaonia parviceps är en tvåvingeart som beskrevs av Malloch 1918. Phaonia parviceps ingår i släktet Phaonia och familjen husflugor.
Artens utbredningsområde är Oregon. Inga underarter finns listade i Catalogue of Life.